# Personnages de Gunnm
 (décembre 2011).
 (juin 2008).
Cette page présente les différents personnages de l'univers de Gunnm et de sa suite Gunnm Last Order.

## Kuzutetsu
Kuzutetsu, la décharge. C'est la ville née des décombres de Zalem, transformé en décharge autant humaine que matérielle. C'est le lieu principal de l'action de Gunnm.

### Ido Daisuke
Ido est le second personnage central de Gunnm. C'est un ancien médecin de Zalem reconverti en cybernéticien le jour et chasseur de primes la nuit. Ido est un des rares personnages vraiment bons de Gunnm. Jamais il ne montre d'envie vraiment malsaine et il ne recourt pas à la violence gratuite. C'est un des personnages les plus positifs du manga.
Au début de l'histoire, il est docteur en cybernétique et possède un atelier de mécanique dans le secteur Est de Kuzutetsu, avenue Tempest. Il sauvera Gally de la décharge et lui donnera le nom de son chat. Ido se prend d'affection pour Gally, la considère comme sa fille et rêve de pureté et d'innocence pour elle. C'est pourquoi il tient secret ses activités nocturnes de chasseur de primes. Lors d'une de ses sorties, il est suivi par Gally qui prendra part au combat et révèlera alors son potentiel de combattante. Ce sera une étape importante pour Ido car il se rend compte que ses rêves et ceux de sa fille diffèrent. À la suite d'un combat féroce contre Makaku, Gally et lui sont gravement blessés et Ido se résigne à équiper Gally d'un corps de combattant. Plus tard, ils feront équipe pour la traque des criminels. À la suite du départ de Gally, Ido sombre dans la dépression et la recherche dans toute la décharge. Il la retrouvera en train de se battre sur les circuits du Motorball. Afin de lui faire entendre raison et de la ramener à la maison, il s'associera avec Jashugan, le champion en titre qui a besoin de soins médicaux particuliers. Après que les deux se sont réconciliés, ils reprennent leur vie mais s'inquiètent de l'acquisition du corps de berserker par un savant nommé Desty Nova. Quand Ido se rend à son domicile, il vient de reconstruire le cerveau partiellement détruit de Zapan pour lequel il active le corps du berserker qui échappe ensuite à tout contrôle. Lors de la catastrophe qui s'ensuit, Ido est tué. Après deux ans, le professeur Nova achève son nouveau laboratoire et ressuscite Ido. Trois ans plus tard, Ido apprend le secret de Zalem et ne peut le supporter ; il s'efface la mémoire. Cinq ans plus tard, il rencontre Gally en tant que Tuned G-1 sans la reconnaître, lorsqu'il est établi à la ferme 21 avec Keina.
On apprend dans Douce Nuit comment Ido est devenu cybernéticien après avoir été banni de Zalem pour délit d'opinion.

### Gally

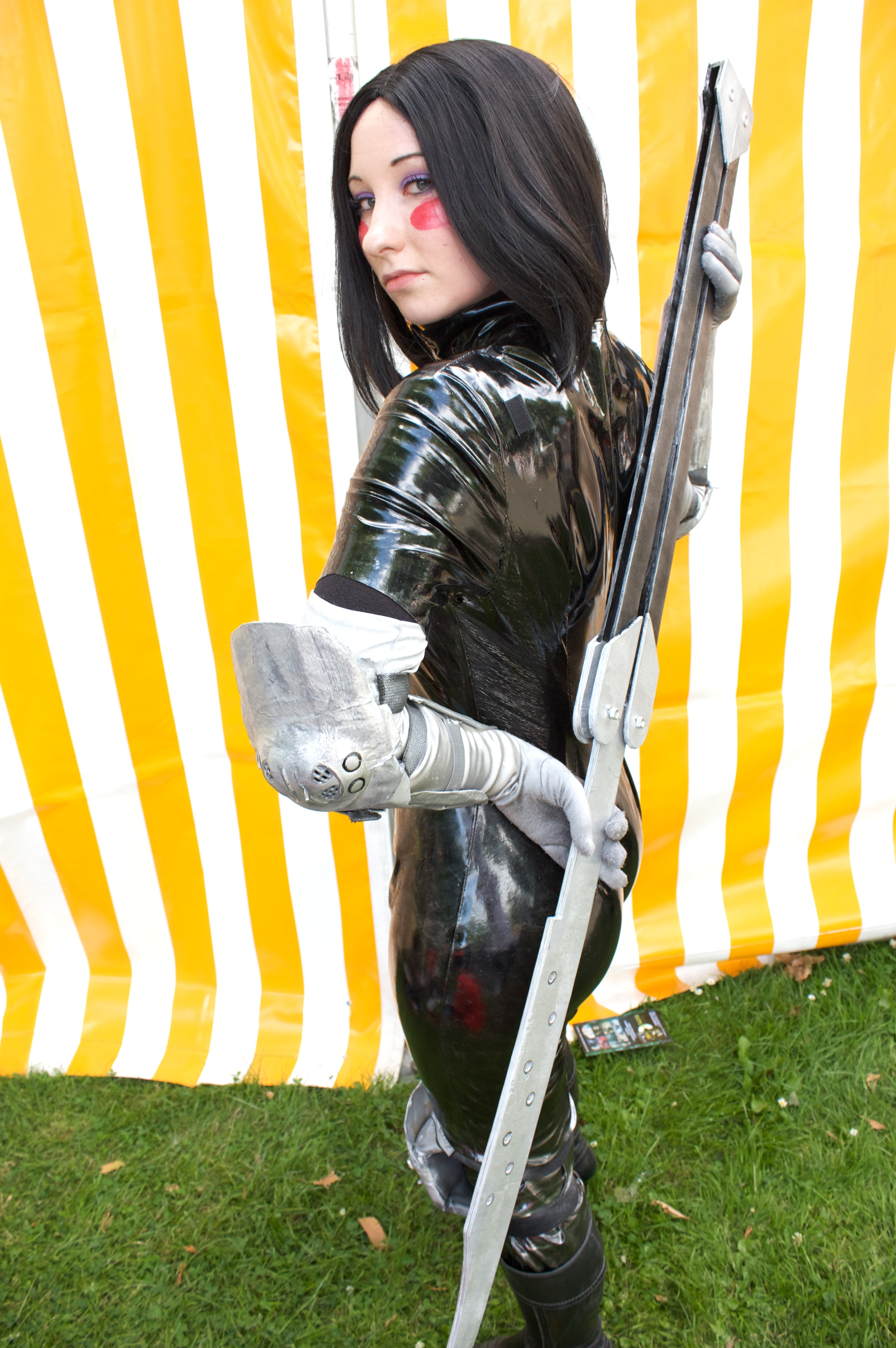
Un cosplay de Gally

#### Gunnm
Gally est l'héroïne de Gunnm et son véritable nom est Sonann Yoko son surnom est Klinge Yoko (Klinge qui ce traduit en japonais par (la lame). Elle est née dans une colonie spatiale plusieurs siècles avant le début du manga et les circonstances de son arrivée sur Terre diffèrent selon que l'on se réfère à la première version de Gunnm ou à Last Order.
Selon la première version, elle a dû quitter le vaisseau spatial qui la transportait peu avant que celui-ci n'explose, la blessant grièvement et précipitant sa chute vers la Terre. Toutefois, protégé par une substance spéciale (à l'origine destinée à permettre la survie dans l'espace), son cerveau fut préservé.
Selon Last Order, durant une guerre interplanétaire, Yoko sabota une demi-douzaine de vaisseaux de la Terre. Elle fut retrouvée et vaincue par une guerrière nommée Kaelhula Sangwiss, qui la blessa grièvement. Jugée, elle fut condamnée à mort par désintégration dans l'atmosphère. Néanmoins, bien que très largement détruite, son cerveau, lui, fut miraculeusement préservé et atterrit dans Kuzutestu.
Deux cents ans plus tard, Ido Daisuke, un cybernéticien de Kuzutetsu retrouva sa tête demeurée intacte et décida de lui redonner vie. Ido la prénomma Gally (en souvenir de son chat, décédé quelques semaines plus tôt) et Yoko/Gally, amnésique, commença alors une nouvelle vie.
Son passé martien (la planète d'origine de Gally) ressurgit pourtant lorsque découvrant l'activité de Hunter-Warrior d'Ido, elle usa avec une grande aisance de mouvements de "Panzer Kunst", un obscur art martial cyborg martien, jugé à l'époque invincible à haut niveau, pour pouvoir se défaire de son opposant.
Pour retrouver ses origines, Gally décida donc de devenir elle aussi Hunter-Warrior. Après un combat contre l'ignoble Makaku et une idylle de courte durée avec le jeune Yugo, Gally sombra dans le désespoir à la mort de celui-ci et entama une nouvelle carrière en tant que joueuse de Motorball.
Rencontrant le très charismatique Jashugan, le champion du Motorball, elle vit en lui un très grand homme et un guerrier ayant atteint, comme elle, une autre dimension que le simple plaisir du combat. Après un duel d'anthologie où chacun se battit pour ses propres motivations, Jashugan eut raison de Gally avant de mourir lui-même de sa très grave maladie cérébrale.
Après le Motorball, Gally rencontra l'étrange Desty Nova, qui tua accidentellement Ido et reveilla Zapan, un ancien rival de Gally, désormais très puissant. Après un très violent combat, aidée par les armes de Nova, elle terrassa Zapan mais fut condamnée à mort pour usage illégal d'armes à feu (la possession de telles armes est un crime de catégorie A à Kuzutetsu).
Mais le G.I.B., le service de surveillance de Zalem, avait vu en elle une potentielle alliée de valeur et la sauva pour en faire la première des Tuned, les agents de la surface à la solde de Zalem. Gally dut alors se battre contre l'organisation du Barjack aidée par Desty Nova. Après ses aventures avec Fogia Four, Kaos, Den, Ido (il fut en effet ressuscité, comme promis, par Nova et c'est également pour le retrouver que Gally accepta de retrouver Nova) et encore une fois Desty Nova, elle mourut dans un piège tendu par ce dernier. Toutefois, il la ressuscita par la suite afin de l'utiliser comme cobaye dans le cadre de ses études sur le karma.
Gally est avant tout à la recherche de sa propre humanité. Bien qu'ayant un corps mécanique, peut-on encore vivre, aimer, comme les humains de chair et de sang ? Les cyborgs sont-ils encore réellement humains ou ne sont-ils qu'une arme vivante ? Les combats que Gally mène, elle le fait aussi pour son passé enfoui, car chaque combat ravive sa mémoire. Gally est le fer de lance de cette réflexion sur la condition de l'homme et de la machine dans Kuzutetsu, l'enfer sur Terre. Dans Gunnm, il faut toujours se demander jusqu'où va et peut aller l'humanité ou l'inhumanité (ceci est particulièrement vrai dans le personnage de Gally mais aussi dans celui de Desty Nova). Cette question sur l'humanité est particulièrement visible dans le tome 4 où Gally massacre furieusement un escadron entier du Barjack, et parallèlement, est plein de compassion quant aux malheurs de Yorg.

#### Last Order
Au début de Last Order, Gally se réveille à Zalem, nantie d'un nouveau corps : L'imaginos. Traquant Desty Nova dans la ville, elle rencontrera Jim Roscoe, l'assistant de Nova, qui lui expliquera que depuis que son maître a révélé le secret de Zalem aux habitants, règne une immense guerre, entre adultes et enfants. Gally retrouvera Desty Nova et devra combattre Sechs, Elf et Zwölf, d'anciens Tuned, maintenant alliés au savant. Gally parviendra à blesser grièvement Sechs, mais Nova avortera le combat. Gally décidera de s'allier aux Tuned et au professeur pour retrouver Lou, dont le cerveau est conservé à Jeru depuis sa mort. Après s'être débarrassé des divers gardes, les quatre compères se dirigèrent donc vers la cité spatiale.
À leur arrivée sur Jeru, Gally et ses compagnons rencontrèrent Aga M'Badi, technocrate de Jeru, qui les mit hors d'état de nuire, avec un facilité déconcertante. M'Badi emprisonna Nova et projeta les quatre Tuned dans le vide spatial, où elles furent récupérées de justesse par Ping Wu, un dissident de Jeru et ancien Hacker de renom. Gally convainquit Ping Wu de les aider dans leur quête, mais il lui expliqua qu'il devrait tout d'abord s'enfuir de Jeru, en direction d'une colonie spatiale nommée Leviathan 1, d'où il pourrait planifier leur infiltration de la cité spatiale. Gally et ses comparses tentèrent de s'enfuir à bord d'un vaisseau princier Martien et, après une rude bataille avec #XAZI, une des gardes du corps de la princesse Limeïla de Mars, ils furent conviés par celle-ci à rejoindre Leviathan 1.
Ping Wu proposa aux Tuned de participer au Z.O.T. Tournament, un tournoi stellaire durant lequel une trêve planétaire est instaurée et où il pourrait infiltrer sans mal Jeru. Les quatre Tuned participèrent donc au Z.O.T.T. sous le surnom des Space Angels. Après des combats préliminaires, ils affrontèrent le SNS Guntroll, une nurserie stellaire. Sechs, Elf et Zwölf commencèrent les hostilités et battirent successivement Getto, Kohen, Niz avant d'être tous abattus par la terrible Qu Tuang. Gally entra alors en scène pour battre Qu Tuang et combattre le dernier des Guntroll : Kaelhula Sangwiss, celle-là même qui l'avait décapitée 200 ans auparavant. Après s'être laissée tuer pour s'enfuir, Kaelhula confia à Gally un logiciel pour pénétrer dans Jeru sans difficulté. Gally s'élança donc vers Melchiedzek laissant ses camarades Tuned affronter le Starship Cult, leur prochain adversaire.
Gally rencontra néanmoins Zyke le Sanguinaire sur le ponton de Melchiedzek. Zyke était un ancien instructeur du Panzer Kunst et il lui révéla donc tout son horrible passé. Gally le mit finalement hors d'état de nuire avant d'entrer dans l'Ordinateur central de Jeru.

#### La Lame de Damas
La lame de Damas est l'arme emblématique de Gally. Cette arme fut forgée par un ami d'Ed qui était déjà son armurier du temps où il courait comme Motorballer (en fait, Ed était un spécialiste de techniques de lames). Cette lame est d'abord en deux exemplaires que Gally porte sur les coudes, pointes vers l'arrière, pour augmenter ses coups et les rendre plus dangereux. Néanmoins après son combat contre Caligula, ces deux lames, endommagées, sont fondues en une seule. Durant sa période Tuned, Gally adapta un système d'ouverture semblable au couteau papillon, transformant l'arme en une longue hallebarde. La lame sera finalement assimilée dans Last Order, par le corps Imaginos de Gally. La lame de Damas, en plus d'être une superbe œuvre d'art, est une lame aux capacités sortant de l'ordinaire. En effet, sa résistance et son tranchant se conservent bien plus longtemps que les lames normales. Il est dit qu'elle pourrait encaisser des jets d'eau à haute-pression ou des ondes de choc supersoniques.
Les lames de Damas existent véritablement et étaient forgé en Syrie, à Damas comme leur nom l'indique, à partir d'un acier indien nommé Wootz. Il y a aujourd'hui une confusion autour de ce terme, depuis que des forgerons-couteliers ont défini leur ouvrage en acier corroyé comme étant en acier "de Damas" ou "en damas". Le dessin obtenu sur ces lames en acier corroyé, bien qu'il ressemble à celui des véritables lames de Damas, est obtenu par la soudure et le feuilletage de différentes nuances d'aciers entre elles. Or, l'authentique Wootz devait son dessins caractéristique à son processus de refroidissement très lent, qui permettait cette répartition particulière des éléments fer et carbone.

#### Le Corps de Berserker
Ce corps cybernétique est censé être un des plus puissants corps de combat cyborg. Lors des grandes guerres spatiales, les vétérans dotés de tels corps pouvant sans peine affronter des ennemis cinquante fois plus nombreux. Les corps de Berserker augmentent les réflexes et offrent au porteur une analyse du temps plus fragmenté, lui permettant de réagir beaucoup plus vite et de coordonner plusieurs attaques en même temps. De plus, les corps Berserker peuvent générer des arcs électriques, des boucliers thermiques, des faisceaux ioniques ou des lanceurs de plasma. Ces corps possèdent également des systèmes permettant au corps d'hiberner, les corps de Berserker peuvent fonctionner extrêmement longtemps, sans perdre de leurs capacités ou subir l'outrage du temps.
Le corps de Berserker de Gally lui fut offert par Ido après leur premier combat contre Makaku (où le corps de Gally fut détruit en grande partie). Gally utilisera ce nouveau corps pour tuer Makaku et le gardera assez longtemps. Après la mort de Yugo, elle l'entreposa dans un container pour l'oublier, tant ce corps lui rappelait son passé avec le jeune homme. Desty Nova mit finalement la main dessus et l'offrit à Zapan. Dépassé par la fusion de la haine de celui-ci avec la puissance du Berserker, il aidera Gally à en finir avec Zapan et le corps cybernétique par la même occasion. Ce corps de Berserker est le seul que l'on voit dans Gunnm.
Déjà mentionné dans Gunnm, c'est dans Last Order que l'on apprend que ce corps, issu de la technologie désormais interdite des nano-machines, est effectivement une des armes les plus terrifiantes et meurtrières du système solaire; leur éradication est une priorité absolue, et seuls quelques mercenaires et spécialistes sont autorisés à les traquer pour les supprimer.
En effet, les corps de berserker disposent d'un verrou qu'il est possible de faire sauter pour libérer toute sa puissance: le corps devient alors autonome, guidé par la seule loi du chaos, et absorbe la matière environnante pour évoluer et raser tout autour de lui. Le verrou du corps de berserker offert à Zapan par Desty Nova fut cassé par ce dernier, ignorant tout de son potentiel. Gally le détruisit grâce à des "nanos destructer" placé dans les balles d'un revolver donné par Nova pour vaincre Zapan et le corps de berserker. Elle fut néanmoins jugée comme criminelle, l'utilisation d'arme à feu étant interdite à Kuzutetsu sous peine de mort, d'après la loi des Usines.

#### L'Imaginos
L'Imaginos est le nom du corps de Gally dans Last Order. Ce corps, fabriqué par Desty Nova comme cadeau de bienvenue pour Gally, est issu des recherches de Nova sur les Berserkers et les nanotechnologies. L'Imaginos est une fusion d'un corps de Berserker avec la Lame de Damas de l'héroïne. Ce nouveau corps possède les mêmes propriétés que le corps de Berserker avec de nouvelles capacités comme des technologies de furtivité, la possibilité d'utiliser des lames de plasma et de faire sortir des Lames de Damas de ses avant-bras. De plus, L'Imaginos possède les qualités esthétiques et de durabilité de l'acier de Damas. Il possède également une certaine technologie furtive.

### Makaku
Makaku est un dangereux cyborg, notoirement connu des Hunter-Warriors pour sa violence. Personne n'ose le combattre car il aurait tué plusieurs dizaines d'Hunter-Warriors dans le passé.
Makaku était un enfant abandonné. Jeté dans les égouts à sa naissance, il a survécu tant bien que mal à sa dure vie et fut grièvement brûlé lors d'une de ses rares escapades à la surface. Quasi mort, il est trouvé par Desty Nova qui isola son cerveau et lui proposa de lui fabriquer un nouveau corps mécanique. Doté d'un corps de ver géant, le nouveau Makaku s'appropria des corps d'autres cyborgs grâce à la capacité de possession cybernétique que Nova avait installé dans ce corps.
Malgré sa force et son instinct de survie très développé, la douleur qu'il garde de sa vie passé le rend accro à l'endorphine, une substance qu'utilisait Nova comme anesthésiant. De ce fait, Makaku doit dévorer des cerveaux s'il ne veut pas sombrer dans la folie.
Il affronte Gally et Ido dans un très violent combat qui se solde par un match nul (les corps de Gally et Makaku étant très endommagés et Ido étant blessé). Pour poursuivre son combat contre Gally, il vole le corps de Kimba, champion du moment au Colliseum. Gally et lui s'affrontent une nouvelle fois. Mais il est vaincu définitivement.
Makaku explique sa grande violence par son enfance misérable. Il se vengerait des gens de Kuzutetsu. Néanmoins, aucun ne le reconnaît comme tel et tout le monde ne voit en lui qu'un monstre à abattre. Gally le reconnaît pour ce qu'il est et le considère comme son adversaire. C'est parce qu'elle lui témoigne de l'attention en tant que guerrier, que Makaku apprécie Gally qui donne enfin un sens à ses combats. Malgré sa violence, Makaku n'a jamais été à la recherche d'autre choses que quelqu'un qui le regarde sincèrement. C'est pour cela qu'il meurt heureux des mains de Gally, même si elle cherche surtout à en savoir plus sur la marque de Zalem au front.

### Yugo
Yugo est un jeune délinquant naïf rêvant d'aller sur Zalem. Gally tombera amoureuse de lui, et tentera de trouver la somme faramineuse de 10 000 000 de crédit. Il fait de nombreux travaux (réparation d'éoliennes par exemple) et "travaille" aussi comme voleur de colonnes vertébrales, trafiquant avec Vector. Son côté obscur sera découvert par Zapan qui ira le déclarer à l'usine 33. Sa prime sera de 80 000 crédits.
Il meurt en voulant escalader les tubes de Zalem.

### Hunter-Warriors
Les chasseurs de primes ou Hunter-Warrior (litt. « chasseur-guerrier ») sont la force de frappe locale de la décharge. Ils appliquent la peine de mort décrété par les usines contre des crédits, la monnaie en vigueur.
Ils s'inscrivent auprès de l'usine 33 et reçoivent un code d'identification. Dans le cas des cyborgs, la biométrie standard n'étant pas efficace, le marquage se fait au cerveau – dans les ganglions nerveux – puisque c'est souvent la seule partie biologique.
Il y a certaines loi inhérentes au statut de Hunter-Warrior :
- Les cibles doivent être rapportées à l'usine pour identification avant paiement[13]
- Il est interdit de voler la proie d'un autre chasseur[14]

borne no 10 dans le premier volume, la 01 dans le deuxième... encore une histoire d'inversion (flip) à cause du sens de lecture ?

#### Gally
Hunter-Warrior numéro F33-405

#### Doigt Sonique
Le Doigt Sonique, dont seul le surnom est réellement connu, est un tueur de Kuzutetsu.
Cet homme utilise des billes d'acier comme projectiles. Il a développé, avec une incroyable dextérité, cette technique de lancer et peut tuer un homme à cent mètres de distance, sans effort. De plus, parce que les armes de jet ne comptent pas comme armes de catégorie A, les usines ne se sont jamais préoccupées de lui et aucun des Hunter-Warriors de l'époque (il officiait il y a quelques années), hormis un certain Machakeo (qui fut abattu), osèrent l'attaquer. Il est à noter que pour le combat rapproché, le Doigt Sonique a inventé une technique de Démontage Sonique, qui comme son nom l'indique, permet de démonter les articulations des opposants à la vitesse du son.
Après avoir entendu le sacre de Gally dans le milieu du Motorball, il se décida à l'affronter. Il la blessa premièrement, en évitant volontairement de la tuer, pour lui lancer son défi.
Gally le combattit donc avec tous les Hunter-Warriors du Kansas Bar (qui furent tout de même aisément mis hors d'état de nuire par le tueur). Gally parvint in-extrémis à le vaincre, le Doigt Sonique s'écroula alors dans les profondeurs de la décharge, le sourire aux lèvres. Il n'est pas certain qu'il soit mort, néanmoins son histoire n'étant qu'une histoire parallèle, on ne le reverra sans doute pas (en dehors des phases de flashback de Gally dans Last Order).
Le Doigt Sonique est un de ces personnages de Gunnm qui, à l'instar de Gally, ne savent que se battre et vivent donc de cela ou pour cela. C'est un personnage déconnecté du monde réel, pour lui seul son perfectionnement importe. On comprend dès lors mieux son manque de dépit à sa mort et ses dernières phrases vantant la performance de son opposant. D'ailleurs avant de se battre il prononce : "Désormais, c'est l'instant ultime [...] où je disparaitrais définitivement". Finalement il est très proche de Gally, c'est un guerrier, rien d'autre, il n'a pas d'autres objectifs que l'affrontement. Il est amusant de remarquer qu'il annonce lors de leur première rencontre qu'il n'a jamais réussi à frapper quelqu'un, c'est sans doute pour cela qu'il s'est spécialisé dans le combat à distance.

#### Zapan
Zapan est un Hunter-Warrior de Kuzutetsu, dont le numéro est F44-269. Très hautain, il est réprimandé par Gally qui lui reproche sa couardise lorsqu'elle demande de l'aide pour combattre Makaku. Zapan et elles se battront brièvement mais, ce combat fut remporté sans problème par une Gally car beaucoup trop puissante pour Zapan. Après cette humiliation, il tentera de la détruire mentalement en la forçant à tuer Yugo, la personne qu'elle aime. Gally arrivera à trouver une feinte pour sauver Yugo, mais après que Zapan aura tenté de l'achever elle le blessera très grièvement au visage.
Après cette blessure, Zapan rencontra la douce Sara de qui il tombera amoureux. Il aidera celle-ci dans une simple association caritative et tentera de se refaire une vie plus calme avec son amoureuse. Pourtant une réminiscence du passé le plongera dans une crise de folie où il décapitera accidentellement Sara, prenant ainsi sa place sur la liste des primes.
Durant deux ans, il fut cherché par Murdock le père de Sara, lui aussi Hunter-Warrior. Il voulut se confronter à Gally une seconde fois mais fut massacré par Murdock et ses chiens cyborgs.
Plus tard, alors que son état était désespéré, son cerveau et quelques autres organes (bouche, yeux et oreilles) furent récupérés par Desty Nova. Plein de joie d'avoir trouvé un cobaye aux motivations extrêmes, il exauça le vœu de Zapan de devenir plus fort en lui offrant le corps de Berserker. Malheureusement, Zapan devint trop puissant et détruisit le laboratoire de Nova pour aller tuer Gally. Cette dernière retrouva le scientifique et s'allia avec lui pour vaincre une fois pour toutes Zapan. Un ultime combat surhumain les opposa et Gally le gagna de justesse aidée par les nano-machines de Nova.
Lors de sa rage en berserker (en effet, le corps de berserker accroit les sentiments du porteur, ici rage et haine), Zapan tua Ido, Gonzu, Murdock et tous les Hunter-Warriors du Kansas Bar.
Zapan est une figure tragique, motivé par la haine. Il n'est pourtant pas si mauvais quand on l'aperçoit avec la douce Sara. C'est un personnage relativement cruel qui sait faire preuve d'une certaine tendresse et de vulnérabilité.
Zapan est le nom d'un des seigneurs infernaux dans la Bible.
Le signe en forme de croix avec point d'interrogation inversé sur son front est un clin d'œil au logo du groupe Blue Öyster Cult, Kishiro étant un grand fan de rock.

### Colisée
Deuxième grande attraction populaire avec le Motorball, le Colisée se situe dans le secteur Est de la décharge. On peut y voir des duels opposants des combattants souvent de grande stature se déroulant sur une arène centrale, un ilot circulaire ceinturé par un fossé autour duquel les spectateurs se massent sur des gradins dont la structure rappelle celle des amphithéâtres antiques, donnant son nom au lieu.

#### Kimba
Champion du colisée avant que Makaku ne lui fasse perdre la tête. Ce personnage semble inspiré de Sláine MacRoth ou de certaines illustrations de ce héros par Simon Bisley.
Son corps de cyborg possède une arme assez rare, appelée Grind cutter (qui est la raison pour laquelle Makaku l'a attaqué). Il s'agit d'une chaîne sortant d'un doigt, pouvant s'étirer sur plusieurs dizaines de mètres, se déplaçant à vitesse supersonique, et extrêmement tranchante. Il a un exemplaire de cette arme par doigt (soit 10 chaînes).

#### Vanedo
Apparait le temps d'un combat contre Den.

#### Zaariki
Combattant à la retraite, recruté par Vector pour sa sécurité.

### Motorball
- No 0 - Jashugan : Jashugan est l'actuel champion de la ligue majeure de Motorball et donc l'Empereur du Motorball actuel. Dans son passé, il fut très grièvement blessé, lorsqu'il percuta son rival d'alors, Esdoc. Il subit une très grave blessure au cerveau et fut à l'époque sauvé par Desty Nova qui le préservera grâce à une techniques médicale de Zalem, le Gehirn Umbao (soit une reconstruction cérébrale). Après cette opération, il devint bien plus fort et remporta, un peu plus tard, le titre de Champion Incontesté du Motorball.
Ido sauvera par hasard sa jeune sœur, Shumira, puis lui-même lorsque Jashugan subira les effets secondaires du Gehirn Umbao et tomba dans le coma. Dès lors, Jashugan et lui sympathisèrent. Il rencontra plus tard Gally, qui est devenu joueuse de Motorball sous la houlette d'Esdoc, son ancien rival. Ils virent l'un envers l'autre de fantastiques guerriers et se promirent de se combattre plus tard.
Lorsque le duel final eu lieu entre les deux participants, Jashugan lamina rapidement les alliés de Gally, avant d'entamer un combat phénoménal contre elle. Malgré sa très grave déficience cérébrale (le contrecoup du Gehirn Umbao), il la battra en un seul et dernier coup avant de mourir.
Jashugan est sans conteste un des hommes les plus puissants de Kuzutetsu. Son art martial, le Machine Klatsh, se base sur une harmonisation esprit/machine pour porter des coups très précis et dévastateurs. En plus de cela, Jashugan a porté son Chi à un niveau incroyable. Le Chi est, comme Jashugan le dit lui-même, "La capacité a savoir frapper lorsqu'il le faut et à éviter de le faire lorsque c'est évitable", c'est un mélange de contrôle de flux d'énergie corporel et de timing. Jashugan peut grâce à cela vaincre en un seul coup à peu près n'importe qui.
Jashugan est de plus quasiment un dieu vivant à Kuzutetsu. Son charisme, sa force et sa domination sans égale du Motorball en font un des habitants les plus populaires de la ville. C'est n'est pas seulement un guerrier, c'est quelqu'un de très bon et de très juste. Il est capable d'évaluer les gens à leur vraie valeur et ne cède jamais à la colère ou la haine. De plus malgré sa force, il a encore peur de la mort (alors que le Machine Klatsh est justement une harmonisation avec la machine, qui est elle immortelle), c'est pour cette raison qu'il va combattre Gally, pour finir dans l'éclat, pour finir en tant que Champion. Il est à l'opposé des ennemis traditionnels, qui combattent pour dominer le monde, tuer, etc. Il combat surtout pour ses fans (comme tout bon Motorballer) et aussi pour se sentir vivre, éprouver la profondeur de l'âme poussée à ses limites.
Jashugan réapparaitra lorsque Gally sera prisonnière de l'Ouroboros (un logiciel de manipulation psychique créé par Nova). Ils s'affronteront encore, ce qui permettra à Jashugan de lui apprendre une dernière fois les leçons qu'offre la vie et pourquoi il faut vivre comme humain et non comme une machine, ne pas voir sa force pour la force mais l'utiliser comme recherche de soi.
- No 99 - Gally : Gally, no 99
- No 7 - Zaphal Takié : Très silencieuse elle est surnommée « Le Vent Pourpre », est une adversaire du niveau de Gally. Extrêmement rapide, elle ne compte que sur sa vitesse et ses techniques de contre-attaque.
- No 1 - Caligula : Champion de la Seconde Ligue. Fourbe, dangereux, arrogant, cruel, c'est un adversaire de première ordre et un très bon Motorballer.
  - No 13 - Peshkavus : Âme damnée de Caligula. Encore plus vicieux que son maître.
- No 88 - Ajakati : Il cède le no 99 à Gally lorsqu'elle commence la compétition. Rival puis allié de Gally, c'est un vrai tueur. Il est surnommé « Le Roi sans Couronne » par ses fans, car il court pour tuer, pas pour gagner. C'est malgré tout quelqu'un de plutôt bon, bien qu'impitoyable pour ses ennemis. C'est l'archétype du Motorballer, dévoué à ses fans.
  - No 33 - Pilehammer : disciple d'Ajakati
  - No 24 - Scramasax : disciple d'Ajakati. Il est de type rampant (cyborg très proche du sol et donc plus rapide que la moyenne)
  - No 9 - Herbert : disciple d'Ajakati. Spécialiste du Taekwondo.

### Usines

#### Bornes
Les bornes (ou les tubes) sont les interfaces entre le système des usines et les habitants de la décharge. Ces interfaces sont ultra spécialisées et ne présente que les nécessaire à leur fonction. De plus ces « interfaces » sont un mélange de mécanique et de biologique issu du recyclage humain (doigts, visages, bouches, etc.).

#### Législation des usines
Les usines sont gérées par Zalem et appliquent la loi de Zalem dans le seul but de préserver les conditions de fonctionnement des combinats ainsi que la sécurité des ouvriers, mais pas des habitants.
| Crimes                                       | Crimes                                                         |
| Catégorie A                                  | Catégorie B                                                    |
| -------------------------------------------- | -------------------------------------------------------------- |
| Destruction d'une usine                      | Meurtre avec destruction du cerveau                            |
| Pillage des ressources des usines            | Blessure volontaire au cerveau                                 |
| Piratage/détournement des usines             | Crimes admis seulement pour les épreuves sportives             |
| Construction ou possessions d'engins volants | Achat et/ou vente de cerveaux vivants                          |
| Construction ou détention d'armes à feu      | Vol de pièces mécaniques ou d'organes sur une personne vivante |
| Rébellion d'un Hunter-Warrior                |                                                                |

## Badlands
Les Badlands sont les territoires au-delà des frontières de Kuzutetsu. On y trouve des fermes reliées par voie ferrée aux usines de la décharge, ainsi que des villages autonomes.

### Desty Nova
Desty Nova est, à l'instar d'Ido, un ancien habitant de Zalem qui fut banni à cause de ses expériences sur des êtres humains. Tout le travail de Desty Nova se base en fait sur la manipulation du Karma. Il se complaît à modifier la vie des gens pour voir comment ils vont évoluer et pour voir s'ils vont à l'encontre de leur propre Karma. C'est l'archétype du savant fou.
Desty Nova est un spécialiste en nanotechnologie, il possède donc un grand nombre de technologies et connaissances et est d'ailleurs considéré comme l'un des hommes les plus intelligents sur Terre. En démontre son injection de nano-restorers capable de guérir à grandes vitesse les blessures normalement mortelles.
Desty Nova est un personnage très ambivalent, il est tour à tour l'allié et l'ennemi de l'héroïne, Gally. Il n'est pas fondamentalement mauvais, mais ne se préoccupe pas des moyens pour arriver à ses fins. Par l'intermédiaire de la maitrise du Karma, il espère en fait devenir immortel et y parviendra, momentanément, à la fin de Gunnm lorsqu'il utilisera le logiciel Ouroboros. Lors de la tentative de contrôle de Gally par l'ouroboros, Desty Nova avoue que sa principale motivation en tant que scientifique était à l'origine de supprimer la tristesse du monde. Plein de sentiments d'une ambivalence extrême, Nova semble s'être habitué à vivre dans le rêve de Gally et pleure quand celui-ci cesse. Gally tuera alors Nova qui ressuscitera plus tard, mais sans le souvenir de ces événements.
Desty Nova a également un fils, Kaos, qui est schizophrène. La maladie mentale de son fils va le pousser à isoler Den, l'autre personnalité de Kaos, dans un corps de métal pour pouvoir voir comment celui-ci agira doté d'une manifestation physique et pas seulement psychique. Desty Nova est également toujours accompagné de Barzald, un massif Vénusien et d'Eelaï son amante et assistante (à noter que ces deux personnages possèdent également des nano-restorers dans le corps).
Des inventions de Nova on citera :
- Le logiciel de possession psychique Ouroboros, capable de détruire les gens mentalement ;
- Le cyborg nommé "Empereur Martien", potentiellement invincible car manipulé dans l'Ouroboros où quasiment tout est contrôlé par Nova ;
- Le corps de Berserker Modifié capable de fusionner avec les atomes. Il est dérivé du corps original de berserker de Gally, Zapan l'endossera momentanément. Il est bien plus puissant que l'original puisque ce modèle peut voler, se régénérer et muter comme le porteur le désire ;
- Les Nano-Restorers, nano-robots capable de soigner des blessures mortelles et stoppant le processus de vieillissement corporel ;
- Les Nano-destructurateurs, nano-robots capable de détruire toutes matières en brisant les liaisons des atomes ;
- Le corps cybernétique de Den ;
- Le corps réincarné d'Ido ;
- Le corps de gros vers cybernétique et la tête monstrueuse de Makkaku;
- L'Imaginos, le corps cybernétique de combat quasi parfait. L'Imaginos est fait en acier de Damas et peu muter comme le porteur le veut. Desty Nova crée l'Imaginos spécialement pour Gally et lui en fait don au début de Last Order.

Petites anecdotes : Nova est connu pour adorer le Flan, il s'est construit une machine changeant toute matière en flan pour ne jamais en manquer !
De plus on ne voit son visage que le moment d'une page (à la fin de Gunnm), la seule fois où il retire ses lunettes. Le lecteur découvre alors que Desty Nova a un visage totalement biologique, sans aucune modification.
Desty Nova n'est pas tué à la fin de Gunnm et suit Gally comme allié dans Last Order. Il est accompagné alors de Sechs, Zwölf et Elf, les Tuned 6, 11 et 12 (copies de Gally) naturellement très puissants, qui lui servent d'alliés et de gardes du corps. Il est plus tard capturé par Aga M'Badi, un technocrate de Jeru, la cité spatiale.
On apprendra dans Last Order que Nova est en fait une expérience de Jeru, et qu'avec trois autres scientifiques, il est un des survivants du programme chargé de créer des gens sur-intelligents, même selon les standards classiques de Zalem et Jeru. Aga M'Badi ayant possédé les esprits des trois autres savants en intégrant/fusionnant leur puce cerveau avec la sienne, Desty Nova connaîtra d'ailleurs le même sort. Nova deviendra dans les derniers Tome de Gunnm Last Order, un "Nova portatif" (PORTA NOVA), créé par Ping Wu, en utilisant la puce de sauvegarde de Nova contenu dans l'estomac et l'intégrant dans un module portable.
Plus tard, M'Badi ressuscite Nova et lui offre une seconde puce cerveau. Cet être devient Super Nova, absolument sans aucun sentiment et ayant perdu son amour du flan. Il tuera Gally avec les pouvoirs de hacking offert par M'Badi. Ce Super Nova est en conflit avec les autres Nova qui existent alors : Porta Nova, le Nova portable et Nova X, un nova vivant sur Zalem et rêvant de créer la nation du flan. Super Nova détruit Porta Nova mais rate Nova X qui s'allie à Gally.
Le nom de Desty Nova est inspiré d'un morceau du groupe Blue Öyster Cult, "Desdinova". L'auteur de Gunnm étant un fan avoué du Hard Rock des années 1970, ce trait se retrouve dans certains autres personnages (comme Zapan, qui a tatoué le logo du même groupe sur le front).

### Fogia Four
Fogia est un humain, vivant dans un village côtier de pécheurs, loin de Kuzutetsu, nommé Alhambra.
Pour gagner plus d'argent, Fogia partit vivre momentanément dans la Décharge mais, révulsé par la violence de la ville et de ses habitants, il se décida à repartir chez lui.
C'est en s'engageant comme mercenaire sur un train de marchandises à destination de sa région natale qu'il rencontra Gally. Ils devinrent assez vite complices et luttèrent ensemble contre un escadron du Barjack. Ils tombèrent même amoureux (s'embrassant allongés dans le désert avant qu'il ne pleuve des poissons). Après cette bataille, Gally raccompagna Fogia dans son village et bien qu'ils se promirent de se retrouver dans le futur, elle ne put honorer cette promesse.
Fogia est l'archétype du compagnon fier et courageux. Il n'hésite jamais à secourir ses camarades même s'il doit se mettre en danger de mort. Bien qu'il soit un combattant et donc un forcené des combats, il ne supporte pas la violence gratuite ou le massacre sans raison, il est avant tout lucide et évite de mettre en cause des innocents.
Bien qu'il ne soit qu'un humain, Fogia a développé un ensemble de techniques de combat anti-cyborg, ce qui le rend très puissant contre ceux-ci. Il peut par exemple se servir du Hertz Haeon malgré son corps d'humain.

### Kaos
Kaos est le jeune fils de Desty Nova. Ce garçon est doté de capacités remarquables, en partie explicable puisqu'il est issu d'un des hommes les plus particulier de la Terre.
Tout d'abord, Kaos est schizophrène, et possède une deuxième personnalité nommée Den. Den est le côté violent de Kaos, d'ordinaire très bon et gentil. Devant la puissance et la fureur de celui-ci, Desty Nova offrit un corps à Den pour éviter que son fils ne soit dévoré par la personnalité de celui-ci. Kaos continuera de garder le contact avec son double et tous deux s'entendent à peu près sur les mêmes points, néanmoins, Den a toujours traité Kaos comme un faible et a néanmoins cherché à le protéger, car après tout, ils forment un seul et même être. Den et Kaos se disputent par contre sur les moyens d'agir, Kaos étant pacifiste et Den nettement plus belliciste.
Un autre point très étrange de Kaos est qu'il possède un don de psychométrie. En touchant un objet, il peut connaître son passé et s'approprier les connaissances de ses anciens utilisateurs; en touchant un piano d'un ancien compositeur, il devient par exemple lui-même virtuose au piano. Kaos excelle donc en de nombreuses choses mais se considère comme le réceptacle de divers talents, sans être lui-même méritant de ceux-ci.
Kaos va tomber très amoureux de Gally alors que celle-ci est assez absorbée par sa recherche de Desty Nova. Kaos va donc rechercher son père en parallèle, après que celle-ci lui a proposé de suivre sa route. Kaos va être capturé par Nova sans peine, mais lors de l'attaque du complexe de son père par Gally, elle et lui vont se retrouver pour en finir avec le scientifique. Kaos va tenter de sauver en même temps Den (qui à ce moment-là, attaque Zalem) grâce à l'Ouroboros (un puissant logiciel de manipulation psychique) mais son double va préférer se laisser mourir plutôt que de revenir avec lui. Après le combat contre Nova, Kaos va partir vers Kuzutetsu pour construire, la Tour de Zalem, censée joindre Zalem à Kuzutetsu.
Kaos tient de plus une radio dissidente, Radio Kaos, qui, de manière pacifique, cherche à attirer l'attention de Zalem sur la Terre et pousse les habitants de la Terre à vivre en paix sans user de violence et de méchanceté. Dans la première fin de Gunnm, Lou est très émue par Kaos et en tombe amoureuse.
Au fur et à mesure de la progression de Kaos à la recherche de son père, il parvient peu à peu à vaincre ses faiblesses: déçu par lui-même et galvanisé par Gally, il laisse tomber peu à peu ses béquilles, ses prothèses sensorielles et ses velléités de pacifiste radical: son séjour dans l'Ouroboros lui a permis de réintégrer, dans une certaine mesure, les "bons côtés" de Den.
Ce personnage est inspiré par l'album Radio K.A.O.S. de Roger Waters.

### Barjack
Le Barjack est une organisation terroriste dirigé par Den. Elle lutte activement contre Zalem de toutes les manières possibles. Elle regroupe des fermiers, des psychopathes, des désœuvrés, des pauvres, etc. C'est un vrai fourre-tout social où les gens expriment leur haine du destin qu'il leur échut, en ce battant contre la cité volante, symbole de l'impossibilité aux gens de #Kuzutetsu d'occulter la violence d'ici bas.
Le symbole du Barjack est un fer à cheval et un éclair.

#### Den
Den est issu d'un dérèglement de la psychologie de Kaos, le fils de Desty Nova. Étant schizophrène, Kaos dispose de deux personnalités, la sienne et Den. Den est le côté violent, destructeur de Kaos, sa rage incontrôlable et enfouie. Après une crise de colère, Den manqua de tuer Desty Nova, qui dès lors, se décida à l'isoler. En fait, en fabriquant un corps cybernétique à Den, il espérait bien voir comment un être, jusque-là doté uniquement d'un esprit et pas d'un corps propre, allait réagir (cf : Desty Nova et ses recherches sur le Karma).
Après avoir reçu son nouveau corps, Den partit de « chez lui » et erra sans fin, se battant pour assouvir sa fureur infinie. Sans but, il se décida à une œuvre gigantesque, faire tomber l'inébranlable, Zalem, la Cité Volante. Dès lors, Den se constitua sa propre armée de désespérés et de mercenaires qu'il nomma le Barjack. Lui-même doté d'un nouveau corps, à l'image d'un centaure géant, il entama sa grande guerre, en attaquant les relais de Zalem et les villages sous la coupe des usines.
Den s'allia à nouveau à son « père », qui lui proposa son aide. Il prit également sous son aile, sans s'opposer à lui, Kaos, qui partit lui aussi dans une guerre contre Zalem, pacifique celle-là.
Gally s'opposera à lui, car en tant que chef du Barjack, elle se doit de l'éliminer, mais aussi pour remonter jusqu'à Nova, sa cible principale. Un terrible combat les opposa, mais Gally ne put le tuer à cause de Koyomi, qui s'interposa pour le sauver. Gally a une grande haine contre Den, car il veut détruire Zalem et la faire s'écrouler sur Kuzutetsu, qu'elle considère comme sa maison et son foyer.
Après la déroute contre le modèle Tuned GR-10 (une copie de Gally), envoyée détruire le Barjack, Den lança un ultime assaut contre Zalem et fut tué par les forces des usines. La mort de Den est extrêmement émouvante, tout comme sa grande détermination à ce moment-là.
Den est un guerrier de premier ordre. Il maîtrise en fait le « Kizashi », une technique spirituelle supérieure au « Chi » permettant de deviner les actions de ses opposants, ce qui lui donne un atout fantastique. Il est très précis et prudent, malgré sa puissance et sa taille phénoménale, il ne sous-estime jamais ses ennemis, ce qui est généralement le point faible des cyborgs géants. C'est un guerrier très fier et plein d'honneur, cela se démontrera lorsqu'il préférera se jeter à corps perdu dans une attaque finale, plutôt que de devoir continuer sa guerre dans l'ombre. À la fin, il refuse même, alors qu'il est sur le point de mourir, de venir se réfugier dans le corps de Kaos, qui lui propose alors son aide. Au combat, Den utilise une lance ou un sabre (adapté à sa taille, cela va de soi).
De par sa grande violence et sa philosophie jusqu'au-boutiste, c'est un des personnages très fort de Gunnm, même s'il n'apparaît que vers la fin.
En allemand, Den est un article semblable au « le » français.

#### Le Colonel Bozzle
Ce colonel est un ancien soldat des usines, touché par la cause de Den et la force de cet homme. Il va alors se rallier au Barjack, qui profitera ainsi des conseils d'un ex-soldat adverse. Bozzle est un bon chef et un assez bon tacticien, même s'il ne se préoccupe que du résultat et pas vraiment de ses hommes.

#### Yorg
Ce soldat des usines accompagne Gally et Fogia. Très froussard, il s'engagea comme mercenaire pour retrouver sa famille loin de la Décharge. Le colonel Bozzle et lui sont du même village, c'est pourquoi il sera plus tard utilisé comme guerrier-douille, obligé de tuer ses anciens camarades. Il tentera de se rebeller contre Bozzle mais en vain.
Yorg est un personnage pitoyable mais qui n'a pas la force de volonté des deux héros, c'est un personnage simple et humain.

#### Knucklehead
Cet ancien punk est un des lieutenants du Barjack. Il affronte Gally et Fogia pendant l'attaque du train. Il sera capturé par Gally mais parviendra à s'échapper. Il considère Gally avec le respect du guerrier. Il luttera plus tard au côté de Gally. Lorsque sa hiérarchie utilise un otage pour capturer Gally, il se révolte et anéantit son groupe de soldats afin de pouvoir à nouveau combattre contre elle. Il est tué peu de temps après par Fogia Four.

#### Mr. Buick
Ce photographe fut capturé par le Barjack et fut élu au poste de Directeur de la propagande. Il est censé faire des photos à la gloire du Barjack en montrant leurs hauts faits d'armes. Lors de sa capture, il se présente comme reporter pour le compte des usines. On apprendra par la suite qu'il s'agit d'un tueur en série se complaisant à prendre en photos ses victimes torturées. Lors du grand assaut contre Zalem, il sombre dans une profonde hystérie et tente d'interviewer Tuned GR-10 alors en plein combat. Il confie ensuite ses photos à Koyomi pour qu'elle continue son œuvre.

#### Koyomi
Koyomi est la fille du propriétaire du Kansas Bar. On la découvre au début de la série alors qu'elle vient de naître. On la retrouve plus tard, après qu'elle s'est enfuie de la misère de Kuzutetsu. Protégée par Fury, le dernier des chiens cyborg de Murdock, elle parcourt les déserts, flouant les gens qu'elle rencontre. Elle croise Gally et ensemble elle rencontreront Kaos puis Den. Elle lui fait un bouclier de son corps lors du combat entre Gally et Den car elle reconnait en lui un homme juste et une cause louable. Elle entre alors au Barjack, au sein duquel elle se lie d'amitié avec le photographe, Mr. Buick. Elle est sauvée de l'unité Tuned GR-10 qui anéantit le Barjack via Fury. Koyomi se joint à Den lors de sa charge héroïque contre Zalem. Le chef du Barjack préfère la laisser derrière afin qu'elle témoigne de la guerre et des actions du Barjack. Elle disparait après son retour à la décharge alors que son livre sur le Barjack est un succès.
Koyomi sert également de référence temporelle à l'auteur pour l'histoire[réf. souhaitée] car elle est née l'année de la découverte de Gally par Ido. Il apparait une chronologie de l'histoire où les faits sont datés B.K. et A.K. (Before et After Koyomi, avant et après Koyomi) à la manière du calendrier grégorien (avant et après J.-C.).

#### Les Guerriers-Douilles
Les guerriers-Douilles sont les soldats du Barjack. Lors des captures, les ingénieurs les transforment en cyborgs en ne gardant que la tête. Cette tête est équipée d'une douille permettant de la fixer sur un corps cyborg de combat. Ces guerriers sont shooté à l'adrénaline afin de les asservir et qu'ils se battent.

### Tuned
Le projet Tuned visait en fait, à créer une série d'agents, à la solde de Zalem, infiltrés à la surface. Pour cela, Bigott, le chef dudit projet envoya un millier de TR-55, des petits robots camouflés en des espèces de petits animaux, espionner les personnes possédant un bon potentiel de combat. Après des années, Bigott jeta son dévolu sur Gally et la força à travailler pour Zalem. Répliquant ensuite son cerveau, Bigott put créer onze clones de Gally possédant exactement les mêmes capacités et techniques de combat. Tous les Tuned son nommés GR- suivi d'un numéro ; Gally étant l'originale, elle est nommée G-1.

#### Sechs
GR-6 (Sechs, six en allemand) possède une psychologie propre, comparée à la plupart des autres Tuned. Naturellement très puissante, elle se chercha une raison de vivre après la fin des activités des Tuned (à la mort de Bigott) et chercha en fait les autres Tuned pour les éliminer. Elle tua un grand nombre d'unités GR et s'allia finalement à Desty Nova pour retrouver Gally, l'Original contre qui elle souhaite se battre pour prouver sa force aux autres et à elle-même. Sechs va beaucoup évoluer aux côtés de Gally et va changer progressivement de comportement devant les misères du monde (car elle possède après tout le même cerveau que Gally). Sechs est relativement forte puisque Tuned, son corps possède également un canon à solénoïde intégré et elle se bat avec une longue double lance en titane, dérivée de la Lame de Damas de Gally. Sechs a de plus créé son propre style de combat, le "Sechster Angriff". Après que son corps Tuned fut détruit par Gally, Sechs reçu un nouveau corps : Le Fijiroy Body, du niveau d'un corps Berserker. Bien qu'il soit une copie de Gally, Sechs se considère comme un homme et non une femme.

#### Elf et Zwölf
GR-11 (Elf, onze en allemand) et GR-12 (Zwölf, douze en allemand) sont les gardes du corps de Desty Nova. On ne sait pas vraiment ce qui les poussa à s'allier avec lui mais elles exécutent néanmoins ses ordres à la lettre. Tout comme Sechs, elles possèdent leur propre personnalité (même si elles sont toutes les deux très semblables). Elles sont complètement fofolles et passent leur temps à s'amuser ou à faire des remarques stupides. Leurs gouts vestimentaires sont également assez particuliers, puisqu'après avoir porté sur Zalem des tenus Tuned plus que légères, elles se battront au Z.O.T. Tournament déguisées en lapin ! Même si elles sont beaucoup moins fortes que Sechs et Gally, en tant que Tuned, elles sont quand même plutôt coriaces. Elles utilisent des câbles monomoléculaires très tranchants, élaborant des techniques en duo. Elles peuvent également "tricoter", une écharpe dans ces mêmes fils, encore plus résistante et tranchante.

#### Autres Tuned
Les autres unités GR sont mortes :
- GR-2 fut tuée en duel par Gally
- GR-1, GR-3, GR-4, GR-5, GR-7, GR-8 et GR-9 furent détruits par Sechs
- GR-10 fut brulée à mort lorsque Fury, le chien cyborg de Koyomi, la jeta dans du métal en fusion

## Mars

### Le Panzer Kunst
Remarque : que cela soit dut a une certaine méconnaissance de l'allemand de la part de l'auteur ou un problème de traduction, la plupart des termes allemand employés n'ont aucun sens ou sont totalement hors propos (il est par exemple fait référence a un cagibi et a une cage d'escalier !).
Le Panzer Kunst (terme allemand composé de panzer (armure) et de kunst (art) peut signifier « Art de cuirasse ») est un art martial d'origine martienne, qui passe pour être le père des arts martiaux cyborg modernes. Cet art du combat a été inventé par le Künstler (l'artiste) Tiger Zahuel, qui fut un disciple de Kaelhula Sangwiss.
Les bases du Panzer Kunst sont avant tout des techniques visant à se caler sur l'opposant, sur son rythme et son corps, pour pouvoir le terrasser dans de très puissants contres. Le Panzer Kunst utilise avant tout des coups de coudes et de pieds, ainsi que des attaques à oscillations. Le Panzer Kunst est également très aériens et trouve toute sa dimension contre des opposants plus grands. Côté arme, les Künstler (litt. « artistes ») sont parfois armés de lames de coudes mais il n'y a nul besoin d'armes pour vaincre l'ennemi, quel qu'il soit.

#### Écoles
- Schneider : C'est le groupe de base des Künstler, la première école. Le Panzer Kunst appris dans le cadre du style Schneider est censé être le pur Panzer Kunst.
  - Le Grunthal : C'est la base principale de l'école Schneider sur Mars, c'est là que sont les dirigeants du Panzer Kunst, c'est l'endroit où fut fondée la première école du Panzer Kunst.
- Mauser : Branche parallèle, c'est un Panzer Kunst basé sur l'utilisation d'armes de tout genres, en particulier les lames de coudes, elbogen-blatt.
  - Le Kammer Grüppe : Branche spéciale de l'école Mauser, le Kammer Grüppe est une branche criminelle du Mauser. Ses activités regroupent le terrorisme, sabotage, assassinat et torture
  - Kammer Fraü : Une branche du Mauser, uniquement constituée d'éléments féminins.

Seiner Weisen : Ce titre est plus une distinction honorifique qu'autre chose. Sont reconnus comme possédant le Seiner Weisen, les Künstler ayant leur propre style et technique. C'est un peu comme le titre ès : on aurait Künstler Seiner Weisen (litt. « Artiste de ses manières »), comme Docteur ès Science par exemple.

#### Grades
Les Künstler sont divisés en neuf grades :
- Anfanger : Débutant.
- Shretel : Débutant confirmé.
- Rearingh : Apprenti.
- Gehsel : Combattant.
- Krieger : Guerrier.
- Höhe Krieger : Guerrier confirmé.
- Meister : Maître.
- Adept : Maître confirmé.
- Eld Meister : Grand Maître.

Pour situer Gally là dedans, c'est une meister de l'école Mauser faisant partie du Kammer Fraü, branche du Kammer Grüppe. Son maître, Einzug Rüstüngen était probablement un Adept de l'école Schneider.

#### Techniques
On compte parmi les techniques du Panzer Kunst :
- Le Hertz Haeon. Technique à oscillation visant à envoyer, avec la paume de main, une puissante décharge d'énergie dans le corps de l'ennemi (à une fréquence d'environ 100 Hz) . Cette attaque est très puissante contre les cyborgs, car elle traverse les plaques d'armures et peut tuer d'un coup, pour peu que l'on vise la tête ou le cœur. Cette attaque n'a pourtant aucun effet en 0 G (gravité nulle), en effet le courant se disperse et ne part plus en ligne droite, ce qui est sans intérêt. À noter que Fogia maîtrise cette technique, bien qu'il possède un corps humain.
- Le Hertz Nadel. Une variante du Hertz Haeon, qui se divise en deux phases :
  - Le Verschlag. Encore une technique à oscillation, qui consiste à envoyer une petite décharge dans le corps de l'adversaire. Ce courant va rebondir partout dans le corps de la cible et va finir par se loger dans une de ses extrémité (bras, jambes). Ceci conduit à la deuxième phase.
  - Le Hertz Nadel. En envoyant un Hertz Haeon, mais avec un seul doigt, à l'endroit où se loge l'énergie envoyée avec le Verschlag, la combinaison des deux énergies produit une mini-explosion très dangereuse pour l'ennemi, car à l'intérieur du corps. Cette attaque peut se réaliser sous 0G et est d'ailleurs d'autant plus puissante que la gravité est basse. C'est la variante du Hertz Haeon, étudiée pour les gravités faibles.
  - Le Hertz Falen. Cette technique est une variante du Hertz Nadel, en beaucoup plus puissante et qui s'exécute en combinaison avec une esquive de type Geheimnis.
- Le Geheimnis Einzug Rüstüngen. Technique de contre. En se basant sur le rythme de l'opposant, le Künstler décoche un coup de coude ou de genou dans la tempe de l'ennemi quand celui-ci attaque ou baisse sa garde. Cette technique peut tuer d'un coup et est réservée aux niveaux élevés de Künstler.
- Le Geheimnis Einzahshrutmen. Variante de la précédente issue de l'ancienne et maintenant disparue École Gossen. Cette esquive permet de se décaler d'une attaque frontale de l'opposant pour se placer sur son côté et l'achever d'un contre à base d'attaque à oscillation.
- Le Renka Gekisho. C'est attaque frontale est un enchaînement de poings à 10 coups par seconde, rapide et puissant. À la fin, le Künstler achève l'ennemi d'un Hertz Haeon exécuté avec les deux mains, dirigé vers le cœur. Cette technique n'est pas l'apanage du Panzer Kunst, car n'importe quel cyborg un peu entrainé peut l'utiliser. Force est de reconnaître que Gally l'utilise assez souvent.
- Le Tanka Kaigeki. C'est une suite de parades et de contres lors d'attaques frontales venant de l'opposant. Lorsque l'ennemi attaque avec des coups de poing, cette technique vise à neutraliser les coudes puis à bloquer les bras au niveau de la hanche. Cet enchaînement se finit parfois par un Hertz Haeon visant la tète. Cette technique est uniquement défensive et il n'y a de coups effectifs que le dernier.
- Le Rasen Kyoku. Cette technique de contre anti-géant consiste, lorsque l'ennemi donne un coup de poing, à atteindre sa tète en tournoyant sur son bras. L'ennemi ne peut attaquer le Künstler sans endommager son propre membre. Parfois il est possible de lancer du plasma lors de la rotation sur le bras, ainsi, si l'adversaire tente, plus tard, de bouger trop violemment son bras, celui-ci explose!
- Le Plasma Bissen. Technique originale de Gally. C'est une attaque qui consiste à lancer du plasma au niveau des articulations de l'ennemi pour le neutraliser, sans le tuer.
- Mauser Schule Elbogen-Blatt. Il s'agit de l'ensemble des techniques lancées avec des lames de coudes, dans le style Mauser. Ce style de combat est le préféré de Gally.

Des récapitulatifs de toutes les techniques basiques Panzer Kunst sont joints aux volumes grand format, du 1 au 3.

## Zalem
Ville céleste dont l'accès est strictement contrôlé. Les terriens n'ont aucune chance d'y accéder.

### Lou Collins
Lou collins fait son apparition à partir du tome 7 et s'impose rapidement comme un personnage important gravitant autour de Gally. Elle est son opératrice Tuned au service du G.I.B de Zalem. Son rôle et de suppléer Gally dans sa quête. Elle disparaît à la fin du tome 9 et de la série Gunnm. Dans Last order, la principale motivation de Gally sera de retrouver Lou, ou du moins son cerveau, dérobé par Zalem pour nourrir le système de l'unanisme. La participation au Zott n'est qu'un leurre pour pouvoir accéder à la salle contenant tous les cerveaux de Melchizedek et celui de Lou.

## ZOT Tournament
Le ZOT Tournamant est une compétition interplanétaire de combat. ZOT est l'acronyme de Zenith Of Things, que l'on pourrait traduire par « L'apogée de toute chose ».

### SNS Guntroll
Le Guntroll est un vaisseau spatial qui héberge des enfants qui auraient normalement été tués à cause de la politique sidérale en vigueur. C'est pour quoi il se nomme le SNS Guntroll, pour Stellar Nurse Society (Société des Nourrices Stellaire). Le Guntroll participe au ZOTT pour gagner la propriété d'un astéroïde, qui leur servirait de base de repli et de petite planète.
On ne connait que six membres du Guntroll :

#### Kaelhula Sangwiss
Kaelhula est un vampire et commandante du Guntroll. Dans le groupe, elle est très respectée, mais elle fait souvent peur aux enfants.
Elle a vécu au XIXe siècle, avant de devenir un vampire et de cesser de vieillir. Depuis plus de 700 ans elle acquiert toutes sortes d'expériences et techniques de combats qui font d'elle une guerrière sans égal. Elle fut également témoin de la conquête de l'espace par les humains et joua même un rôle dans l'avènement de Zalem et de Jeru. Elle a reçu le dernier ordre (the last order) du roi Arthur Farell : veiller sur la fata morgana (unique moyen de contrôle de merlin, devenu Melchidezek). Son histoire la conduit à stopper Yoko, avant sa chute sur terre.
Elle n'a pas été battue en combat depuis qu'elle est devenue vampire, grâce au don de force et d'endurance mais surtout pour ça capacité unique : l'Œil Vampirique (analyse à l'extrême des mouvements musculaires, osseux et cardiaques afin de prédire les attaques). Le style de combat de Kaelhula se nomme le Ba Tuan Suh Men Shen, c'est un style essentiellement basé sur le combat à l'épée chinoise mais elle maîtrise également quantités de styles de combat à main nues. Kaelhula est, malgré sa violence et son apparente froideur, quelqu'un de très protecteur.

#### Qu Tuang
C'est la vice-commandante du Guntroll, cette cyborg est également la pilote principale du vaisseau. On ne sait pas exactement à quelle occasion elle a été engagée par Kaelhula Sangwiss, mais celle-ci lui a au moins apprise les arts martiaux. Qu Tuang maitrise le Ahato Mastarday, dérivé du Bagua zhang. C'est une guerrière accomplie puisqu'elle parviendra sans mal à se débarrasser de Sechs, Elf et Zwölf, avant d'être tout de même éliminée par Gally. Qu Tuang est sans doute celle qui croit le plus en l'objectif du Guntroll et celle qui y met le plus de cœur. Qu Tuang est également l'ami de confiance de Kaelhula et elle exécute ces ordres à la lettre.

#### Niz
Niz est un railman comme feu son père. Les railmans sont des personnes chargées de larguer de lourds containers à l'aide de leurs étranges bras et font office de dockers. C'est une personne pleine de bonté mais qui n'est pas toujours sûre du bien-fondé de ses actions, car il est perplexe quant à la violence du Guntroll contre leurs ennemis. Il s'entend bien avec Qu Tuang avec qui il fait équipe. Niz essaie toujours de limiter les pertes humaines et ceci lui sera fatal dans son combat contre un Sechs sans scrupules. Bien que gravement blessé, il survivra et assistera Qu Tuang lors de leur fuite de Jeru.

#### Saya
C'est la plus jeune membre du Guntroll. Elle est assez forte malgré son jeune âge et est d'ailleurs la seule humaine du Guntroll. Elle semble assez proche de sa commandante et est la nurse principale du Guntroll. Elle est assez dégoutée par la violence bien qu'elle la reconnaisse nécessaire.

#### Getto
C'est un ancien combattant et il joue le rôle de garde du corps du vaisseau. Il possède une armure spéciale, bardée de lames qui, associée à un mouvement de toupie, permettent de tout détruire. Il s'estime capable d'abattre des vaisseaux spatiaux, ce qui n'est certainement pas un mensonge. Getto est assez isolé du groupe, il se balade toujours avec son petit singe cyborg, Kohen. C'est certainement du fait qu'il a déjà vu maintes guerres qu'il est aussi mélancolique. Il se battra contre Sechs, Elf et Zwölf durant le ZOTT et sera battu par Sechs, il est d'ailleurs assez amusé par celui-ci.

#### Kohen
Kohen est le petit singe cyborg de Getto. Outre servir de compagnon, Kohen possède des genres de batons énergétiques à même de générer des champs magnétiques. Ceci permet donc à Getto de se battre sans se soucier de sa défense. On ne sait pas vraiment d'où Getto tire son attrait et son amitié pour Kohen mais ils semblent très complices. Kohen a également un franc succès parmi les enfants du Guntroll, c'est d'ailleurs un peu la mascotte du groupe.

#### Jack Spring Foot
De son vrai nom Moronev, il a été élevé par le Guntroll et plus particulièrement par Qu Tuang. À l'âge de 15 ans, il dut partir du Guntroll comme tous les enfants de cet âge présents sur le vaisseau, ceci marquant leur début dans l'âge adulte. Désespéré d'avoir perdu sa relative sécurité et sa mère d'adoption, Moronev devint assez vite clochard sur une des colonies de Jeru.
Contacté spirituellement par une entité inconnue, , se présentant comme le "dieu de l'absurde", il reçut comme mission de retrouver l'Elu et de servir ladite entité et cela dès qu'il aurait aperçu le signe, qui le révèlera vraiment tel qu'il est. Terrifié par cette voix, il tenta de l'oublier mais compris alors la signification des paroles lorsqu'il rencontra un clown blanc mourant. Illuminé par cette vision, il acheva le clown et prit son costume, se cybernétisant en un clown rieur, doté de ressorts en place d'articulation (Jack Spring Foot signifie en anglais, Jack Les Ressorts). Il monta un petit cirque macabre, basé sur l'hypnose et des massacres de personnes manipulées. Il épargna uniquement un certain Mc et une certaine Lili, qui résistèrent à ses talents mieux que les autres. Il découvrit que Mc était l'Elu et fonda avec lui le Starship Cult, une secte spatiale.
Il participa au Z.O.T. Tournament et combattit Sechs, Elf et Zwölf. Il fut d'ailleurs très déçu de ne pas avoir pu affronter le Guntroll, non pas pour se venger, mais pour montrer à Qu Tuang et les autres, que les enfants qu'ils élèvent finissent quand même par sombrer dans les ténèbres. Son style de combat se base sur l'hypnose, il peut par exemple obliger les gens à jouer à la roulette russe (tout en mettant six balles dans le révolver!). Il peut également persuader son assistante Lili qu'elle n'est pas humaine mais est une épée ou un boomerang par exemple, ce qui fait office de vraie épée ou de vrai boomerang (en effet Lili devient très solide car elle se persuade qu'elle l'est, une application de la méthode Coué en fait). Jack est également très agile car il possède des ressorts dans ses mains, doigts, jambes et dans la tète. Finalement, il sera fendu en deux par la lame de titane de Sechs.
Jack, pense que tout doit être traité par le rire et que le monde étant fait de ténèbres, de déceptions et de tristesse, il faut rire de tout et ne se préoccuper de rien. Il prône l'abandon de tout bien matériel (référence à Diogène de Sinope) et le désintéressement de la vie. Il semble un peu fou mais est quand même très sensé, il a juste cessé de raisonner logiquement et ne choisi ses actions que sur des coups de tète, c'est un grand lunatique. Jack déclara d'ailleurs en mourant : « C'est le plus grand moment de ma vie », preuve de la peu d'importance de vivre pour lui, car pour lui la vie est absurde et n'a aucun sens. ceux qui en donneraient un sens à celle-ci sont selon ses propres termes "maudit à jamais". La seule issue à cette malédiction serait le rire.
À noter qu'au moment de mourir, son corps explose et un message de "congratulation" (félicitation en Anglais) apparait à l'attention de celui qui a pu le tuer. Son ultime souhait est de faire rire le public, même au moment de sa mort : son ultime pensée bien que ça tête soit fendue en deux est : "riez ! Riez tous !".

## Gunnm Last Order

### Ping Wu
Ping Wu est un personnage du manga Gunnm Last Order.
Ping Wu est découvert pour la première fois dans Gunnm Last Order Tome 3, juste après l'arrivée de Gally sur Jéru. Il est toujours accompagné de son "compagnon", nommé Keil, qui est sa "main gauche". Ping Wu est un hacker émérite, qui a pour pseudo "Weasel", ex-star de l'underworld avec son coéquipier Martin, alias "Skunk".
On le découvre dans un endroit annexe de Jéru, "Roboasile", monde utopique qu'il a participé à créer en apprenant aux machines résidentes à penser comme les humains. Il s'y était exilé car il avait montré les plans de la mathusalysation, qui permit à la paix de s'installer dans les grandes puissances planétaires (Vénus, Jupiter, Mars et la Terre), pendant les périodes de Terraforming.
Il aidera Gally à retrouver le cerveau de Lou, situé dans l'incubateur, lieu contenant environ 20000 cerveaux, utilisé pour la matrice de l'unanisme.
Il est défait par Trinidad lors du hacking de Melchizedech grâce à une attaque nommée Mortal Eclipse. Mais son corps sera récupéré par son ex petite amie qui le soignera.
Personnalité :
Personnage complexe et ambigu, Ping Wu admire dans un premier temps le Capitain M'Badi pour ces aventures. Il se révoltera par la suite contre celui ci, lorsqu'il devient Trinidad, et donc le symbole d'une humanité sous contrôle. Il dira alors de Trinidad qu'il est un "Grosbills" (personnage de jeu vidéo suréquipé, surpuissant rendant le jeu déséquilibré.
De son propre aveux, Ping Wu le hackeur veut changer le monde et  "ouvrir une brèche d'espoir" là tout est verrouillé. Même s'il dit le contraire, Ping Wu garde ses convictions intactes. Avec lui les apparences sont trompeuses : Il apparait comme couard, alcoolique, bon à rien, cynique, sale et amoral, mais en réalité il est un hacker d'un génie exceptionnel, un champion de l'underworld.
Gally qui dans un premier temps le considère avec mépris, dira par la suite "lui aussi, c'est un combattant" et sera admirative de toutes ces prouesses. Porta Nova (Forme de Desty Nova electronique) dira de Ping Wu qu'il est l'un des rares être humain capable de se mesurer à Trinidad dans un combat virtuel.

### XAZI
Xazi est un personnage du manga Gunnm Last Order.
Xazi est la garde du corps personnelle de Limeïla, l'actuelle princesse de Mars. Il va de soi que Xazi est elle-même martienne.
Xazi est donc une maîtresse de guerre martienne. La guerre sur Mars étant commencée depuis une éternité, les martiens sont pour la plupart des guerriers endurcis. Xazi, elle, se battait donc contre les Vénusiens en tant que guerrière free-lance. Reconnue par ses talents, elle fut choisie par la cour royale comme gardienne de la princesse.
Xazi eut une sorte de rédemption auprès de sa future reine. Elle qui n'avait connue que l'horreur de la guerre pouvait apprécier quelques repos et fraiche compagnie avec sa jeune protégée.
Après s'être rendue sur Jeru pour discuter politique avec les trois grandes nations planétaires (la Terre, Jupiter et Vénus) et surtout avec l'illustre Aga M'Badi, Limeïla et sa suite partirent pour Leviathan. C'est en cours de route que Xazi se rendit compte de l'infiltration de clandestins, qui n'étaient autres que Gally et Ping Wu, accompagnés des Tuned 6, 11 et 12. Xazi commença un combat contre la Künstler, mais malgré son talent, elle ne put la vaincre. Elle tenta de se suicider pour emporter Gally dans la tombe, mais Limeïla l'en empêcha, prétextant que deux martien ne devraient jamais se battre.
Arrivée sur Leviathan, Gally décida de mettre fin au jeu guerrier de la colonie (jeu ou l'ont fournissait des cibles et un champ de bataille comme défouloir). Xazi l'accompagna dans son escapade et ensemble, elles affrontèrent un trio de guerriers Karatékas particulièrement coriaces. Xazi se débarrassera de l'un d'entre eux personnellement et blessa grièvement l'autre. Finalement, les combats cessèrent après celui-ci. Xazi et Limeïla retournèrent sur Mars laissant Gally et ses comparses participer au ZOT Tournament.
Xazi est une personne généralement très réservée, que la guerre a rendu également très taciturne. Pour elle, seul compte l'objectif, et rien d'autre n'a d'importance. Xazi n'est par pour autant dénuée de sentiments : les horreurs martiennes lui ont montré ce qu'il y avait de pire en matière d'atrocités et elle connait mieux que personne les monstruosités dont sont capables les humains. Finalement, Xazi est une guerrière pure, à l'image de Gally ou Knucklehead, la violence gratuite lui répugne mais elle ne sait pas non plus vivre sans combattre. Absolument imperturbable en combat, elle incarne pratiquement les termes 'maîtrise de soi' et est maîtresse de la stratégie - elle est cependant d'une timidité maladive dès qu'on parle d'elle.
Le style de combat de Xazi n'est pas prédéfini, elle l'appelle Style Xazi, mais il se rapproche un peu du Jeet Kune Do. Xazi pratique un mélange de Karaté et de Kung Fu classiques pour le corps à corps, mais préfère plutôt les armes à feu en dehors. Xazi dispose en effet d'un arsenal impressionnant : fusil, fusil à balles plastiques (pour traverser les champs magnétiques), fusil de sniper, pistolet, couteau en céramite spéciale (aussi dangereux qu'une lame de plasma), le Style Xazi se base surtout sur l'utilisation d'armes en tout genre. Il va de soi qu'étant cyborg, elle est naturellement très puissante.